# П-18
П-18 «Терек» — (индекс ГРАУ — 1РЛ131, по классификации МО США и НАТО — Spoon Rest D) — мобильная двухкоординатная радиолокационная станция кругового обзора метрового диапазона волн.

## История
Прототипом РЛС П-18 является РЛС П-12НА (модернизированный вариант РЛС дальнего обнаружения самолётов П-12 «Енисей»).
П-18 была создана на основе РЛС П-12МП путём перевода её аппаратуры на новую элементную базу. Одновременно было проведено сопряжение РЛС с созданной к тому времени новой радиолокационной системой опознавания государственной принадлежности самолётов «Кремний-2М». После успешных испытаний новая РЛС П-18 3 ноября 1971 года была принята на вооружение Советской армии.
В России последние поставки П-18М осуществлены в 2007 году. В настоящее время Россия производит станции метрового диапазона волн семейства «Небо».

## Назначение и особенности

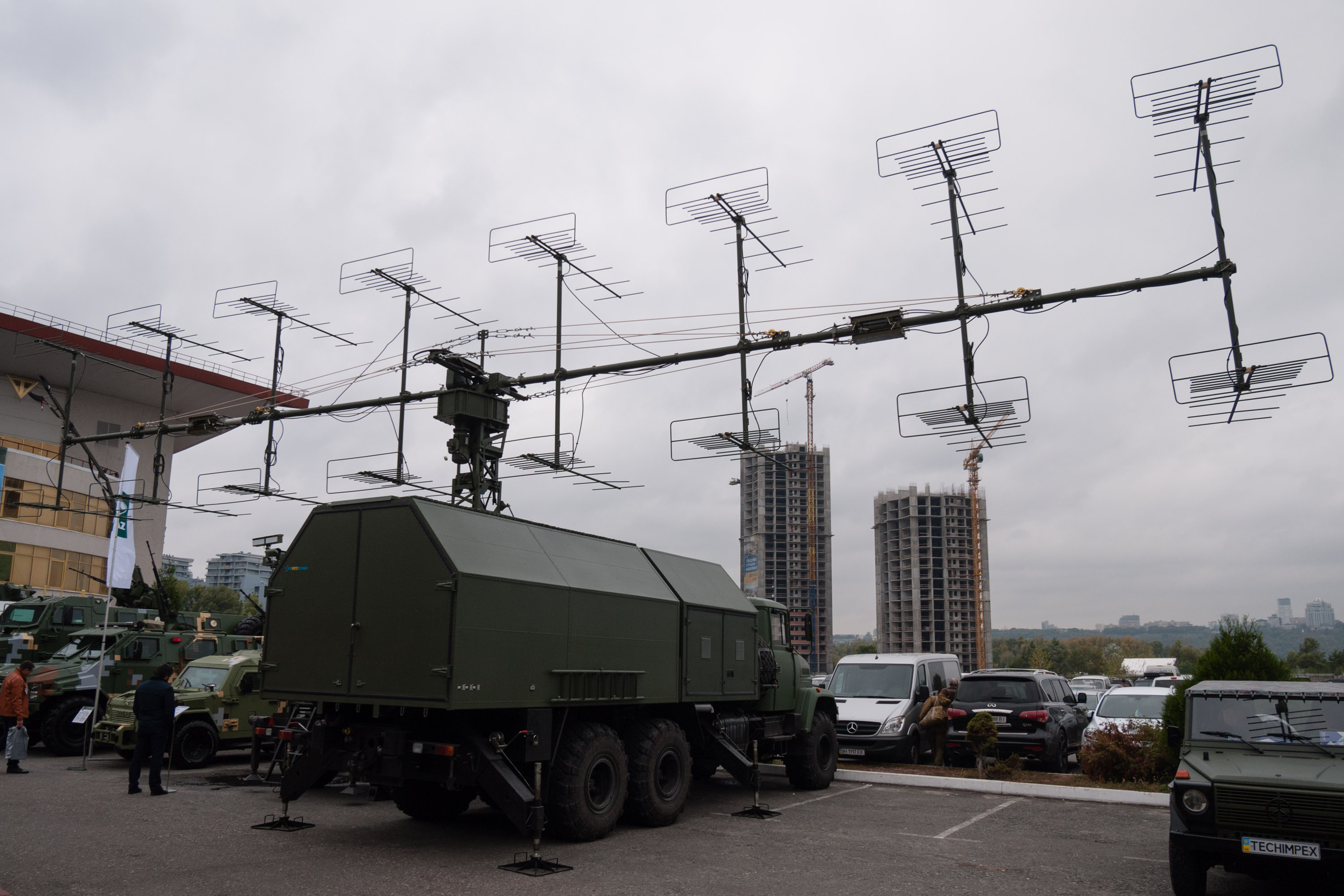
П-18 «Малахит» на выставке «Оружие и безопасность», 2016 год

### Назначение
РЛС П-18 предназначена для своевременного обнаружения и сопровождения воздушных объектов, в том числе выполненных по технологии «стелс», в пределах зоны видимости, определения государственной принадлежности и выдачи их координат (дальность, азимут) потребителям информации о воздушной обстановке.

### Особенности
В отличие от прототипа (РЛС П-12), РЛС П-18 обеспечивает выдачу более точного целеуказания наземным средствам поражения воздушных целей, а также наведение истребительной авиации на самолёты противника. Кроме того, данная станция имеет улучшенную помехозащищённость от радиоэлектронных помех.
В 1979 году в комплект РЛС П-18 был введён новый запросчик, размещённый на самоходной отдельной автомобильной базе. Высокие технические характеристики, удобство эксплуатации, надёжности и высокая мобильность обусловили большую известность РЛС П-18 и спрос на неё в войсках России и за рубежом. Вся аппаратура РЛС размещена на самоходной базе двух автомобилей, на одном из которых размещается радиоэлектронная аппаратура с рабочими местами операторов, на втором — антенно-мачтовое устройство (АМУ). Для автономного электропитания используются два агрегата АД-10 (4Ч8,5/11), размещённые в прицепах. Кроме того, имеется выносной индикатор кругового обзора, который устанавливается в кабину «УВ», для командира ЗРК С-75.

## Основные характеристики РЛС П-18
- Дальность обнаружения МиГ-21 (в помехах):
на высоте 500 м — до 60 (40) км
на высоте 10000 м — До 180 (90) км
на высоте 20000-27000 м — до 260 (170) км
- Обнаружение цели при активных шумовых помехах не обеспечивается[3]
- Количество сопровождаемых целей:
10 (для модификаций РЛС без цифровой обработки сигналов правильнее будет выражение «количество одновременно выдаваемых целей» от 7 до 12, зависит от квалификации оператора. При использовании двух индикаторов кругового обзора количество выдаваемых целей удваивается)
- Темп обновления данных:
10 — 30 с[4]
- Точность определения координат:
по дальности — 1800 м (1400 м после модернизации)
по азимуту — 6° (47' после модернизации)
- Коэффициент подавления
активных шумовых помех — 0[3]
пассивных помех — 20 дБ
- Время развертывания — 45 мин. (90 после модернизации)
- Потребляемая мощность — 10 кВт
- Расчет — 7 чел. (4 после модернизации)
- Среднее время наработки на отказ — 140 час.

## Модификации

### Армения
В Армении станция модернизирована и получила название РЛС П-18М.
Основные изменения:
- модернизирована и производится цифровая система селекции движущихся целей;
- разработан и выпускается прибор для снятия диаграмм направленности антенн РЛС;
- разработан и выпускается высокочастотный токосъёмник;
- запущена в серийное производство система привода вращения антенны с применением асинхронного двигателя

### Беларусь
В 2008 году были завершены работы по модернизации радиолокационной станции П-18 до уровня П-18БМ.
Кроме того, научно-производственным унитарным предприятием «Тетраэдр» был разработан модернизированный вариант радиолокационной станции TRS-2D на двух автомобильных шасси КАМАЗ

### Казахстан
Алма-атинское СКТБ «Гранит» (до 1991 года — филиал головного производственно-технического предприятия «Гранит» в Москве) осуществляет техническое обслуживание, ремонт и модернизацию РЛС П-18 по проекту П-18М в интересах сил противовоздушной обороны Казахстана

### Россия
В 2005—2013 гг. ОАО "НПО «ЛЭМЗ» и ОАО «НИТЕЛ» была разработана модернизированная РЛС П-18-2, в которой используется цифровая обработка данных
- Дальность обнаружения МиГ-21 при воздействии АШП плотностью 200 Вт/МГц, км:
на высоте 3000 м — до 84 км
на высоте 10000 м — До 150 км
на высоте 20000-27000 м — до 162 км
- Количество сопровождаемых целей:
120
- Темп обновления данных:
10 с[4]
- Точность определения координат:
по дальности — 250 м
- Коэффициент подавления
активных шумовых помех — 23 дБ
пассивных помех — 26 дБ
- Потребляемая мощность — 10 кВт
- Среднее время наработки на отказ — 800 час.

РЛС может работать в любое время суток, в условиях изменения окружающей температуры наружного воздуха от −50 до +50 градусов по Цельсию (при скорости ветра до 30 м/с).

### Украина

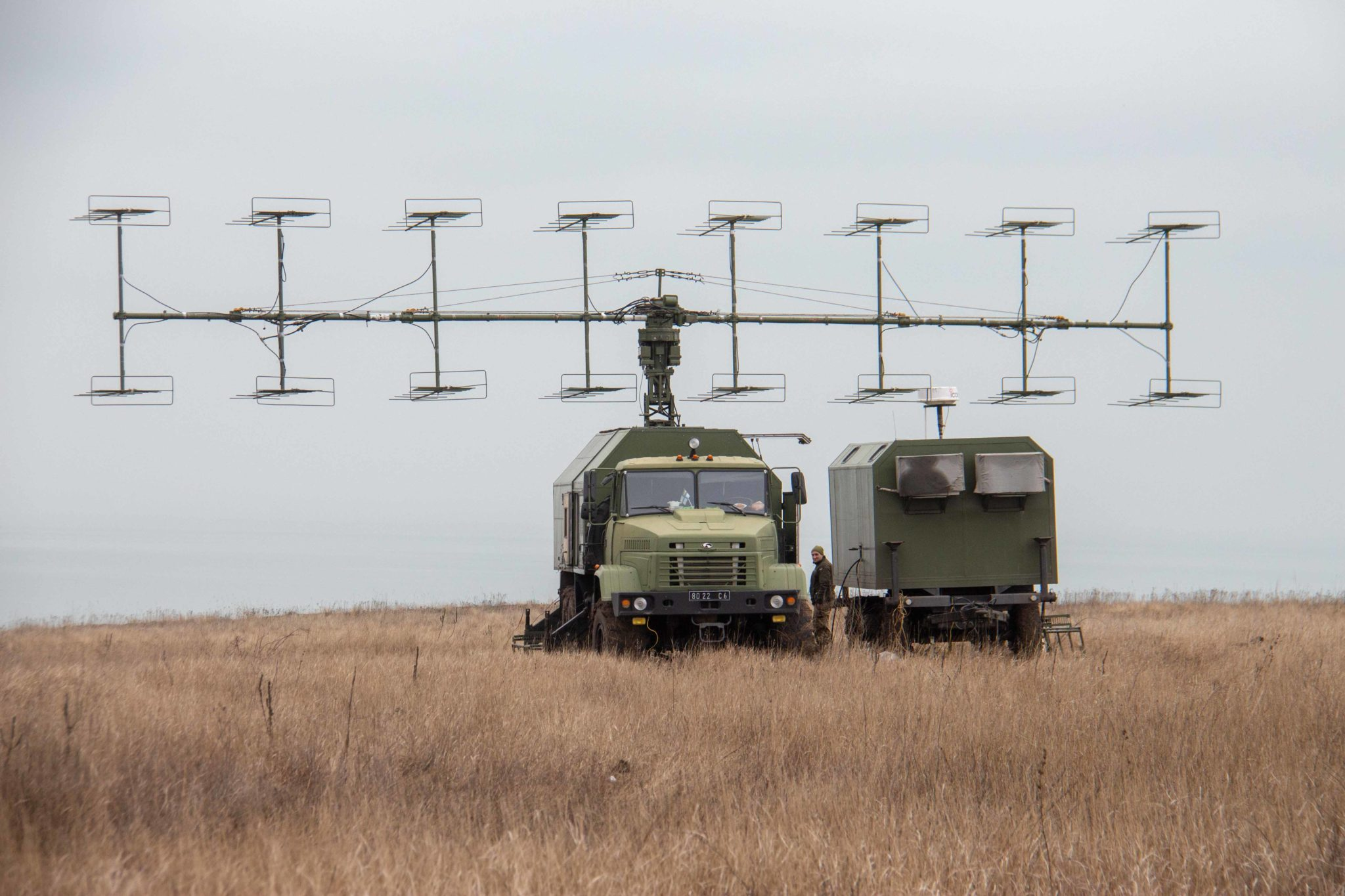
П-18 «Малахит» ВМС Украины

В 2002 году по заказу министерства обороны Украины холдинговая компания «Укрспецтехника» выполнила научно-исследовательскую работу по модернизации П-18 как базовой перспективной РЛС с многоканальной цифровой пространственно-временной обработкой сигналов. По результатам работы, компания создала действующий макет модернизированной станции П-18 (с цифровой антенной решеткой и твердотелым передатчиком). В дальнейшем были разработаны несколько вариантов модернизации П-18
- П-18МА — модернизированный вариант, выполненный киевским научно-производственным предприятием ООО НПП «Аэротехника-МЛТ» (принят на вооружение вооружённых сил Украины в начале июня 2007 года)[10]
- П-18МУ — модернизированный вариант, выполненный ОАО «Холдинговая компания „Укрспецтехника“» путём частичной замены наиболее критических блоков (приёмник, цифровая селекция движущихся целей). Помехозащищённая модернизированная РЛС с цифровой обработкой и автоматической передачей информации, способная, как считается, обеспечить автоматическое выявление, сопровождение и передачу на командный пункт информации по 256 целям. В 2007 году изготовлен один опытный образец[9], принятый на вооружение вооружённых сил Украины в 2007 году[11].
- П-18 «Малахит» — модернизированный вариант, выполненный ОАО «Холдинговая компания „Укрспецтехника“». Имеет выносной пункт управления[12]. Принят на вооружение вооружённых сил Украины 4 января 2012 года[13]. Вместо двух автомашин «Урал-375» (на которых размещали советские П-18) «Малахит» установлен на одном грузовике КрАЗ с прицепом. До ноября 2014 в вооружённые силы Украины были переданы три станции[14]. "Малахит" обнаруживает цели, движущиеся со скоростью до 1000 м/с, отслеживает до 256 целей на расстоянии до 400 км и позволяет обнаруживать небольшие и малозаметные цели[15]. До 2022 года около 50 станций П-18 «Малахит» были переданы в вооружённые силы Украины[15], еще 10 единиц  поставлены на экспорт[16].
- П-18ОУ «Оксамит» — модернизированный вариант, выполненный ОАО «Холдинговая компания „Укрспецтехника“».